# Ayora (Hiszpania)
Ayora – gmina w Hiszpanii, w prowincji Walencja, we wspólnocie autonomicznej Walencja, o powierzchni 446,58 km². W 2011 roku liczyła 5441 mieszkańców.